# Icaricia acmon
Icaricia acmon is een vlinder uit de familie van de Lycaenidae. De wetenschappelijke naam van de soort werd in 1851 als Lycaena acmon gepubliceerd door John Obadiah Westwood. De soort komt voor in het uiterste westen van Noord-Amerika.